# Округ Мифлин (Пенсилванија)
Мифлин (енгл. Mifflin County) је округ у америчкој савезној држави Пенсилванија.

## Демографија
По попису из 2010. године број становника је 46.682, што је 196 (0,4%) становника више него 2000. године.
| Група             | 2000.          | 2010.          |
| Белци             | 45.644 (98,2%) | 45.199 (96,8%) |
| Афроамериканци    | 226 (0,5%)     | 300 (0,6%)     |
| Азијати           | 135 (0,3%)     | 168 (0,4%)     |
| Хиспаноамериканци | 263 (0,6%)     | 534 (1,1%)     |
| Укупно            | 46.486         | 46.682         |